# Dušan Perniš
Dušan Perniš (* 28. November 1984 in Nitra, Tschechoslowakei) ist ein slowakischer Fußballspieler.

## Karriere

### Verein
Dušan Perniš begann seine Profikarriere als 18-Jähriger bei ZŤS Dubnica, wo er zunächst auf der Bank saß und sich innerhalb weniger Monate zum Stammtorhüter hocharbeitete. 2004/05 wurde Dubnica mit ihm Tabellendritter, was bis heute die beste Platzierung in der Geschichte des Klubs darstellt. Danach wechselte Perniš, dessen Spitzname Perník wörtlich übersetzt Lebkuchen bedeutet, zum MŠK Žilina, wo er jedoch nur Ersatz hinter Dušan Kuciak war. Er wurde daraufhin zuerst 2006 an den FC Senec und dann an seinen alten Klub ZŤS Dubnica verliehen, der ihn im Anschluss wieder fest unter Vertrag nahm. Im Januar 2010 wechselte er nach Schottland zu Dundee United und feierte gleich in der ersten Saison den Pokalsieg. Zur Saison 2012/13 wechselte er zum polnischen Erstligisten und Aufsteiger Pogoń Szczecin. Später spielte er für den ŠK Slovan Bratislava und FC Nitra, bevor er nach Griechenland zu Iraklis Thessaloniki wechselte. Nach mehreren Jahren in Bulgarien bei Beroe Stara Sagora wechselte Perniš 2021 zurück in seine Heimat und schloss sich dem MFK Dubnica an. 

### Nationalmannschaft
Mit der Slowakischen Nationalmannschaft qualifizierte er sich für die WM 2010 in Südafrika. Dort war er dritter Torhüter hinter Ján Mucha und Dušan Kuciak.

## Titel und Erfolge
- Schottischer Pokalsieger: 2010